# Fußball-Bezirksliga Leipzig
Die Fußball-Bezirksliga Leipzig war eine Leistungsstufe im Ligasystem des deutschen Fußballsports. Sie wurde 1952 in der Deutschen Demokratischen Republik vom DFV etabliert und bis 1990 organisiert. Nach der Wiedervereinigung Deutschlands wurde sie vom LFV weitergeführt und nach dessen Auflösung 2010 in einer einjährigen Übergangszeit vom SFV übernommen. 2011 wurde die Bezirksliga aufgelöst.

## Geschichte
Die Bezirksliga Leipzig wurde 1952 analog zur Kreisverwaltungsreform in der DDR als höchste Spielklasse im neu gebildeten Bezirk Leipzig eingerichtet. In der Ligapyramide der DDR stellte sie zuerst noch die dritthöchste Spielklasse nach der Oberliga und DDR-Liga dar. Wegen der Einführung der II. DDR-Liga im Jahr 1955 wurde sie dann als vierte Klasse heruntergestuft, nur um nach der Abschaffung der zweiten Liga 1963 wieder in die dritte Klasse aufzurücken, in der sie bis zum Ende der DDR 1990 rangierte.
Durch den Mauerfall am 9. November 1989 und den politischen Veränderungen in der DDR, bildeten die ehemaligen Bezirksfachausschüsse (BFA) Leipzig, Dresden und Karl-Marx-Stadt (Chemnitz) neue regionale Fußballverbände, die am 6. Oktober 1990 den Sächsischen Fußball-Verband (SFV) gründeten. Vorab installierten sie zur Saison 1990/91 die Landesliga Sachsen als höchste Spielklasse auf Landesebene. Demnach ging die Bezirksliga Leipzig nun betrieben vom Leipziger Fußballverband (LFV) nur noch viertklassig als untergeordnete Spielklasse zur Landesliga an den Start.
Nach der Wiedervereinigung Deutschlands wurde auf einem Außerordentlichen Verbandstag am 20. November 1990 in Leipzig die Auflösung des DFV beschlossen und an seiner der NOFV gegründet. Die Eingliederung in die bestehenden Strukturen des DFB erfolgte 1991. Die Oberliga Nordost höchste Spielklasse des Regionalverbands ging zur Saison 1991/92 als drittklassige Liga im deutschen Fußball an den Start. Damit war die Bezirksliga nur noch fünfklassig, bevor es in den Jahren 1994 und 2008 zwei weitere Herabsetzungen um je eine Leistungsstufe gab, so dass die Bezirksliga zuletzt die siebte Spielklasse im deutschen Ligasystem darstellte.
2010 wurde im Rahmen einer Strukturreform des SFV der LFV aufgelöst und der Spielbetrieb der Bezirksklasse direkt vom sächsischen Landesverband übernommen. Im Rahmen einer Übergangssaison wurde die Bezirksliga zur Spielzeit 2010/11 das letzte Mal gespielt und anschließend abgeschafft. An ihre Stelle trat die neu geschaffene gleichstufige Landesklasse-Nord des SFV.

## Bezirksmeister Leipzig
| Saison  | Meister                      | Nachfolgeverein          |
| ------- | ---------------------------- | ------------------------ |
| 1952/53 | BSG Fortschritt Hartha       | BC Hartha                |
| 1953/54 | BSG Rotation Nordost Leipzig | SG Rotation Leipzig      |
| 1954/55 | BSG Chemie Torgau            | SC Hartenfels Torgau 04  |
| 1955    | SG Zwenkau                   | SG Germania Zwenkau      |
| 1956    | BSG Aktivist Böhlen          | SV Chemie Böhlen         |
| 1957    | BSG Motor Schkeuditz         | SC Eintracht Schkeuditz  |
| 1958    | SG Zwenkau                   | SG Germania Zwenkau      |
| 1959    | ASK Vorwärts Leipzig         |                          |
| 1960    | BSG Aktivist Böhlen          | SV Chemie Böhlen         |
| 1961/62 | BSG Lokomotive Leipzig-Ost   | SV Fortuna Leipzig 02    |
| 1962/63 | BSG Motor Altenburg          | SV Motor Altenburg       |
| 1963/64 | BSG Aktivist Böhlen          | SV Chemie Böhlen         |
| 1964/65 | BSG Motor Altenburg          | SV Motor Altenburg       |
| 1965/66 | BSG Aktivist Böhlen          | SV Chemie Böhlen         |
| 1966/67 | BSG Aktivist Espenhain       | FSV Kitzscher            |
| 1967/68 | BSG Aktivist Böhlen          | SV Chemie Böhlen         |
| 1968/69 | BSG Motor Altenburg          | SV Motor Altenburg       |
| 1969/70 | BSG Chemie Leipzig II        | BSG Chemie Leipzig       |
| 1970/71 | ASV Vorwärts Leipzig         |                          |
| 1971/72 | 1. FC Lokomotive Leipzig II  | 1. FC Lokomotive Leipzig |
| 1972/73 | BSG Rotation 1950 Leipzig    | SG Rotation Leipzig      |
| 1973/74 | BSG Lokomotive Leipzig-Ost   | SV Fortuna Leipzig 02    |
| 1974/75 | BSG Aktivist Espenhain       | FSV Kitzscher            |
| 1975/76 | 1. FC Lokomotive Leipzig II  | 1. FC Lokomotive Leipzig |
| 1976/77 | TSG MAB Schkeuditz           | SC Eintracht Schkeuditz  |
| 1977/78 | BSG Stahl Nordwest Leipzig   | SV Leipzig Nordwest      |
| 1978/79 | BSG Motor Altenburg          | SV Motor Altenburg       |
| 1979/80 | BSG Stahl Nordwest Leipzig   | SV Leipzig Nordwest      |
| 1980/81 | BSG Motor Altenburg          | SV Motor Altenburg       |
| 1981/82 | TSG Chemie Markkleeberg      | TSG Markkleeberg         |
| 1982/83 | BSG Stahl Nordwest Leipzig   | SV Leipzig Nordwest      |
| 1983/84 | BSG Motor Grimma             | FC Grimma                |
| 1984/85 | BSG Aktivist Espenhain       | FSV Kitzscher            |
| 1985/86 | 1. FC Lokomotive Leipzig II  | 1. FC Lokomotive Leipzig |
| 1986/87 | BSG Aktivist Borna           | Bornaer SV               |
| 1987/88 | BSG Aktivist Borna           | Bornaer SV               |
| 1988/89 | ASG Vorwärts Delitzsch       |                          |
| 1989/90 | BSG Aktivist Borna           | Bornaer SV               |

| Saison  | Meister                    |
| ------- | -------------------------- |
| 1990/91 | ESV Delitzsch              |
| 1991/92 | VfB Leipzig (Amateure)     |
| 1992/93 | SV Mörtitz                 |
| 1993/94 | SV Chemie Böhlen           |
| 1994/95 | SSV Markranstädt           |
| 1995/96 | TSV Lobstädt 1863          |
| 1996/97 | MFC Eilenburg              |
| 1997/98 | ATSV Wurzen                |
| 1998/99 | SSV Markranstädt           |
| 1999/00 | VfB Zwenkau 02             |
| 2000/01 | ATSV Wurzen                |
| 2001/02 | Kickers 94 Markkleeberg    |
| 2002/03 | SV Klinga-Ammelshain       |
| 2003/04 | SSV Stötteritz             |
| 2004/05 | SV Naunhof 1920            |
| 2005/06 | Bornaer SV                 |
| 2006/07 | 1. FC Lokomotive Leipzig   |
| 2007/08 | VfK Blau-Weiß Leipzig 1892 |
| 2008/09 | ESV Delitzsch              |
| 2009/10 | RB Leipzig II              |
| 2010/11 | RB Leipzig II              |